# Boelcke-Kaserne (Koblenz)
Die Boelcke-Kaserne ist eine ehemalige Kaserne in Koblenz. Sie liegt im Stadtteil Rauental und wurde von 1899 bis 2000 militärisch genutzt. Auf dem Areal befindet sich heute ein Wohngebiet, während in den verbliebenen Kasernengebäuden Teile der Bundeswehrfachschule (Verwaltung und Unterkünfte) untergebracht sind. Die Kaserne wurde nach dem Jagdflieger des Ersten Weltkriegs Oswald Boelcke benannt.

## Lage
Die Moselweißer Schanze und die danach folgende erste Kaserne von 1899 befanden sich ca. 1,5 km vor der Stadtmauer. Beim Bau der Kaserne waren ringsum keine befestigten Gebäude vorhanden. Heute befindet sich das Gelände am südlichen Ende des Stadtteils Rauental, direkt an der Moselstrecke gelegen.
Das erste Kasernengelände war im Süden von der Bardelebenstraße (seit 1948 Hoevelstraße) und im Osten von einer Militärstraße begrenzt. Sie war bis ca. 1890 die einzige Zufahrt zur Moselweißer Schanze. Im Jahre 1900 wurde die Straße in Montalembertstraße und 1948 in Yorckstraße umbenannt. Der Kasernenausbau von 1906 reichte bis zur Behringstraße, der von 1912 bis zur Behringstraße.

## Geschichte
Die erste Kaserne errichtete man nach der Aufgabe der Koblenzer Stadtbefestigung von 1896 bis 1899 auf dem Gelände der Moselweißer Schanze (vormals auch Fort Blücher genannt). Die Unterkunft erhielt, entsprechend der Erstbelegung durch das Telegraphen-Bataillon Nr. 3 am 2. Oktober 1899, den Namen Telegraphen-Kaserne. In zwei Etappen von 1906 bis 1912 und von 1911 bis 1915 fand eine Erweiterung nach Norden und Nordwest hin statt.
Nach dem Ersten Weltkrieg war die Kaserne bis zum 24. Januar 1923 von amerikanischen Besatzungstruppen belegt. Danach wurde sie von der französischen Armee requiriert und nach der Schlacht von Jemappes in Caserne Jemappes umbenannt. In ihr wurden das 12. Génie-Regiment und eine Train-Einheit stationiert. Bis 1926 war hier auch das 312. französische Artillerie-Regiment untergebracht, das später durch drei Kompanien des 12. Maschinengewehr-Regiments ersetzt wurde.
Am 30. Dezember 1929 ging die Kaserne an das Deutsche Reich über. Sie erhielt ihren alten Namen zurück und wurde bis 1936 von der preußischen Landesschutzpolizei genutzt, was ihr im Volksmund den Namen „Schupokaserne“ einbrachte. Am 22. Todestag des deutschen Kampffliegers des Ersten Weltkriegs Oswald Boelcke wurde die Kaserne am 28. Oktober 1938 in Boelcke-Kaserne umbenannt. Boelcke hatte von 1911 bis 1914 im Koblenzer Telegraphen-Bataillon gedient.
Nach dem Zweiten Weltkrieg zogen am 10. Juli 1945 erneut französische Truppen ein. Die Kaserne blieb bis 1955 in französischer Verwaltung. Danach wurde sie von der neu gegründeten Bundeswehr bis zur Auflösung  am 27. Juni 2000 genutzt, zum größten Teil von den Stabseinheiten und Kommandos des III. Korps – Korps Pionierkommando/Korps Artilleriekommando/Korps SanKommando u. a.) belegt.
Die aktuelle Nutzung des einstigen Kasernengeländes und der Hauptgebäude beschloss der Koblenzer Stadtrat im Juni 1997. Zwei Jahre später, nachdem fast das gesamte Gelände vom Bund verkauft worden war, begann der Um- und Neubau. Der auf dem Bild sichtbare Block neben dem noch bestehenden Kasernentor gehört heute zur Bundeswehrfachschule. Die Bezeichnung „Boelcke-Kaserne“ besteht zumindest inoffiziell nach wie vor.

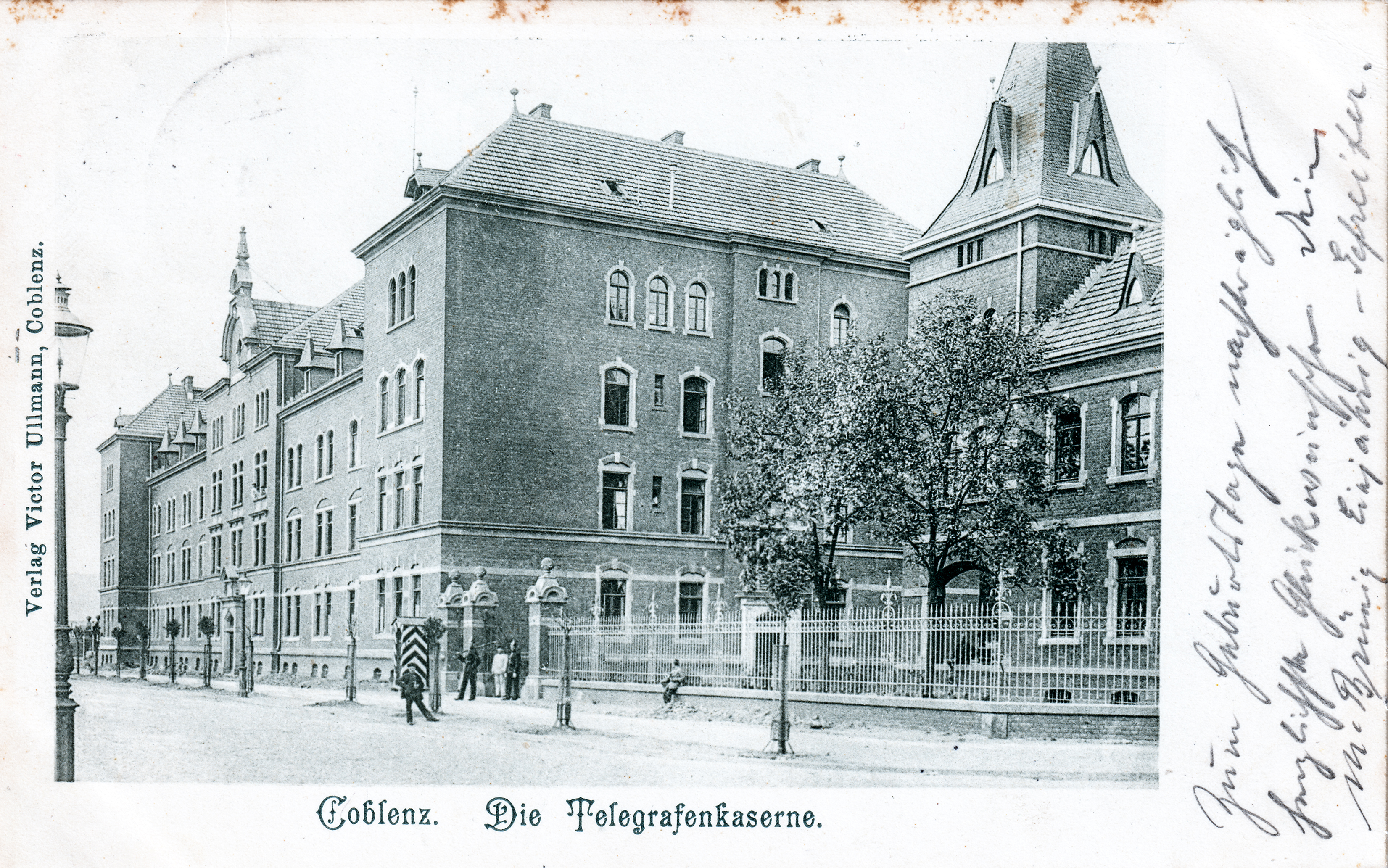
Eingang in die Telegraphen-Kaserne, 1902